# Úrvalsdeild Karla 1956
La Úrvalsdeild Karla 1956 fue la 45.ª edición del campeonato de fútbol islandés. El campeón fue el Valur Reykjavik. Víkingur descendió a la 1. deild karla.

## Tabla de posiciones
|   | Equipo          | PJ | PG | PE | PP | GF | GC | Dif | Pts |
| - | --------------- | -- | -- | -- | -- | -- | -- | --- | --- |
| 1 | Valur Reykjavik | 5  | 4  | 1  | 0  | 31 | 4  | +27 | 9   |
| 2 | KR Reykjavik    | 5  | 3  | 2  | 0  | 14 | 10 | +6  | 8   |
| 3 | Fram Reykjavik  | 5  | 3  | 1  | 1  | 17 | 8  | +11 | 7   |
| 4 | ÍA              | 5  | 2  | 0  | 3  | 10 | 12 | -2  | 4   |
| 5 | ÍBA             | 5  | 1  | 0  | 4  | 3  | 13 | -10 | 2   |
| 6 | Víkingur        | 5  | 0  | 0  | 5  | 6  | 19 | -13 | 0   |